# Повест минулих лета
Повест минулих лета (стсл. Повѣсть времяньныхъ лѣтъ; рус. Пóвесть временных лет; укр. Пóвість временних літ) је најстарији руски летопис, настајао је крајем  и почетком  века у Печерском манастиру код Кијева. Познат и као Примарна хроника или Несторова хроника, по писцу летописа, монаху Нестору.
Прва редакција је Несторова из 1113. године. Поред ње постоје редакције из 1116. (која је прерада прве, урађена по налогу кнеза Владимира Мономаха (1113—1125)), 1118, 14. и 15. века. Централни мотив хронике је јединство Русије и глорификација Хришћанства, а само дело је састављено на основу тринаест различитих извора. Хроника прати руску државу од њеног настанка до почетка  века односно 1110. године, а кроз цео летопис се провлачи идеја о неопходности заједничког деловања руских кнезова против заједничких непријатеља и престанак међусобних сукоба међу њима.
Говори о томе кад се руски народ први пут помиње у црквеним изворима – 866. године, за време светог патријарха Константинопољског Фотија; о томе како су свети равноапостолни Ћирило и Методије стварали словенску писменост, о Крштењу свете равноапостолне Олге у Константинопољу. Несторова хроника сведочи о првом православном храму у Кијеву (945. г.), о исповедничком подвигу светих Варјага-мученика (983.г.), о „испитивању вера“ од стране светог равноапостолног Владимира (986. г.) и о Крштењу Русије (988. г.). Првом руском историчару дугујемо податке о првим митрополитима Руске Цркве, о настанку Печерске обитељи, о њеним оснивачима и подвижницима. Преподобни Нестор је био очевидац разарања Печерске обитељи 1096. године. У летопису је дато богословско осмишљавање историје отаџбине. Духовна дубина, историјска веродостојност и патриотизам „Повести о прошлим годинама“ уврстили су је у ред дела светске писмености.

## Одломци из Спева

### Почетак
Ево повести минулих лета:
Откуд је пошла Руска земља,
Ко у Кијеву поче први да кнезује и
Откад је постала Руска земља